# Hydroptila maculata
Hydroptila maculata är en nattsländeart som beskrevs av Banks 1904. Hydroptila maculata ingår i släktet Hydroptila och familjen smånattsländor. Inga underarter finns listade i Catalogue of Life.